# The Beautiful South
The Beautiful South — английская группа альтернативного рока, образованная в конце 80-х годов двумя бывшими участниками группы The Housemartins — Полом Хитоном и Дэйвом Хемингуэем. В состав группы также входили: Шон Уэлч (бас-гитара), Дэйв Стед (ударные) и Дэйв Ротерэй (гитара), а также (по очереди) вокалистки Брайана Корриган, Джеки Эббот и Элисон Уилер.
Группа распалась в январе 2007, причиной было объявлено отсутствие новых идей (буквально «творческое единогласие», в насмешку над «творческими разногласиями» — причиной распада многих групп). 
Число проданных записей к моменту прекращения работы — 6,5 млн.
В январе 2009 в средствах массовой информации было объявлено, что группа будет воссоздана (без участия Пола Хитона) под названием «New Beautiful South», затем название было изменено на «The South».

## История группы
Группа The Beautiful South была первоначально задумана как квинтет. Поющими участниками были Хитон и Хемингуэй.
Для записи дебютного альбома они пригласили Брайану Корриган в качестве вспомогательной вокалистки, однако к 1990 году она стала полноправной участницей коллектива.
Первый альбом группы Welcome to the Beautiful South был выпущен в 1989 году. Две композиции из него стали хитами: «Song For Whoever» и «You Keep It All In». 

Песня «A Little Time» со второго альбома Choke (1990 году) попала на первую строчку британского хит-парада. 
Несмотря на успех группы, Корриген решила прекратить своё участие в ней. Она объяснила своё решение неблагоприятными условиями для раскрытия её таланта, кроме того она была раздражена издевательством Хитона (песня «36D») над индустрией моды и над гламурными фотомоделями.
Заменой Корриган стала бывшая работница зала в одном из магазинов Сейнт-Хеленса, Джеки Эббот, — Полу Хитону понравилось, как она исполнила песню на корпоративном вечере работников супермаркета, и он решил пригласить её в группу. Альбом Miaow (1994), записанный с её участием содержал в себе два хита: «Good as Gold (Stupid as Mud)» и «Everybody’s Talkin'»(кавер-версия песни Фреда Нила).
В 1995 году гастролировали с R.E.M. в рамках части мирового тура этой американской группы в Великобритании. 
Новый диск Blue Is the Colour (1996), получился удачным, также как и предыдущие (раскуплено более миллиона экземпляров); две песни стали хитами: «Rotterdam (Or Anywhere)» и «Don’t Marry Her».Альбом демонстрировал неуклонный дрейф группы в сторону кантри-музыки и был хорошо принят слушателями, а также диджеями на Би-Би-Си и на коммерческих радиостанциях.
В 1997 The Beautiful South стали в первый и последний раз главной группой («гвоздём программы»), выступив на концертах в Хаддерсфилде и в спортивном центре Кристал Пэлас в Лондоне. В первом случае сопровождающими их музыкантами выступили Oasis, во втором — Gabrielle и Texas.
Следующий альбом Quench (1998) попал на первое место в альбомном чарте Великобритании. 
В 2000 году — диск Painting It Red, сопровождался трудностями в продвижении из-за большого числа бракованных экземпляров тиража. Джеки Эббот ушла из группы в том же году. 
После выхода второго сборника лучших вещей Solid Bronze в 2001 музыканты взяли передышку, в то время как Пол Хитон занялся своим собственным проектом Paul Heaton & Biscuit Boy (a.k.a. Crakerman).
Собравшись вновь в 2003 году, The Beautiful South записали альбом Gaze с новой вокалисткой — Элисон Уилер. С ней же проходила работа и над альбомом кавер-версий песен других исполнителей Golddiggas, Headnodders and Pholk Songs (2004) с необычными аранжировками «Livin' Thing», «You’re The One That I Want», «(Don’t Fear) The Reaper» и «I’m Stone In Love With You». Композиция «This Old Skin» была представлена как сочинение малоизвестной группы The Heppelbaums; позже стало ясно, что её написали сами Хитон и Ротерэй.
Последний диск группы — Superbi — поступил в продажу 15 мая 2006. Он был записан на студии Питера Гэбриэла Real World Studios и был смикширован Биллом Прайсом (работал с Sex Pistols, The Clash, Guns N' Roses). Припев песни «Manchester» начинается словами, похожими на первые строки какой-нибудь поэмы: «If rain makes Britain great, then Manchester is greater» — посвящение городу, в котором Хитон в настоящее время живёт.

## Состав
- Пол Хитон — вокал, гитара
- Дэйв Хемингуэй — вокал, гитара
- Брайана Корриган — вокал (1989–1993)
- Джеки Эббот — вокал (1994–2003)
- Элисон Уилер — вокал (с 2003)
- Шон Уэлч — бас-гитара
- Дэйв Стед — ударные
- Дэйв Ротерэй — гитара

## Дискография

### Студийные альбомы
- 1989 — Welcome to the Beautiful South
- 1990 — Choke
- 1992 — 0898 Beautiful South
- 1994 — Miaow
- 1996 — Blue Is the Colour
- 1998 — Quench
- 2000 — Painting It Red
- 2003 — Gaze
- 2004 — Golddiggas, Headnodders and Pholk Songs (альбом кавер-версий)
- 2006 — Superbi

### Сборники
- 1994 — Carry on up the Charts
- 2001 — Solid Bronze
- 2006 — Gold
- 2007 — Soup
- 2007 — The BBC Sessions